# NGC 614
NGC 614 (NGC 618, NGC 627) é uma galáxia lenticular (S0) localizada na direcção da constelação de Triangulum. Possui uma declinação de +33° 40' 55" e uma ascensão recta de 1 horas, 35 minutos e 52,2 segundos.
A galáxia NGC 614 foi descoberta em 13 de Setembro de 1784 por William Herschel.